# باشگاه فوتبال الاتصالات
باشگاه فوتبال الاتصالات (به عربی: نادي الأتصالات) یک باشگاه فوتبال عراقی در شهر بغداد می‌باشد، که تا پیش از فصل ۲۰۰۹/۱۰ باشگاه فوتبال البرید (به عربی: نادي البريد) خوانده می‌شد. این باشگاه اکنون در لیگ برتر عراق بازی می‌کند.